# Comune di Frederikssund
Il comune di Frederikssund è un comune danese situato nella regione di Hovedstaden con sede amministrativa nella cittadina omonima.
Il 1º gennaio 2007, in seguito alla riforma amministrativa, sono stati accorpati al comune di Frederikssund i comuni di Jægerspris, Slangerup e Skibby.

## Centri abitati
I maggiori centri abitati (byer) del comune di Frederikssund sono:
| Principali centri abitati |                 |
| Nome                      | Abitanti (2024) |
| Frederikssund             | 17 244          |
| Slangerup                 | 6 799           |
| Jægerspris                | 4 155           |
| Skibby                    | 3 165           |
| Græse Bakkeby             | 2 284           |
| Kulhuse                   | 875             |
| Skuldelev                 | 858             |